# Fórmula de Stirling

Comparació de l'aproximació de Stirling amb el factorial

En matemàtiques, l'aproximació de Stirling (o fórmula de Stirling) és una aproximació pels factorials, que dona un equivalent del factorial d'un enter natural n quan n tendeix a l'infinit: 
que també s'escriu sovint així:
on e representa el nombre e.
És una aproximació de bona qualitat, donant lloc a resultats precisos fins i tot per a valors petits de n. Porta el nom de James Stirling, tot i que es va afirmar per primera vegada per Abraham de Moivre.
La fórmula que es fa servir normalment en aplicacions és
{\displaystyle \ln n!=n\ln n-n+O(\ln n)}, o
{\displaystyle \ln n!\approx n\ln n-n}
o, per exemple, en el pitjor dels casos del límit inferior per ordenació per comparació (pel canvi de la base del logaritme),
{\displaystyle \log _{2}n!=n\log _{2}n-(\log _{2}e)n+O(\log _{2}n)}
(en notació O Gran). El següent terme en O(ln n) és 12ln(2πn); per tant, una variant més precisa de la fórmula és
{\displaystyle n!\sim {\sqrt {2\pi n}}\left({\frac {n}{e}}\right)^{n},}
on el signe ~ vol dir que les dues quantitats són asimptòtiques, és a dir, la seva relació tendeix a 1 quan n tendeix a infinit.
També és possible donar una versió de la fórmula de Stirling amb els límits vàlids per a tots els enters positius n, en lloc de l'asimptòtica, que és 
{\displaystyle {\sqrt {2\pi }}\ n^{n+{\frac {1}{2}}}e^{-n}\leq n!\leq e\ n^{n+{\frac {1}{2}}}e^{-n}}
per a tots els nombres enters positius n. Així, la relació de {\displaystyle {\frac {n!}{n^{n+{\frac {1}{2}}}e^{-n}}}} és sempre entre {\displaystyle {\sqrt {2\pi }}=2.5066\ldots } i {\displaystyle e=2.71828\ldots }.

## Història
La fórmula va ser descoberta per primera vegada per Abraham de Moivre en la forma
{\displaystyle n!\sim {\rm {C}}\cdot n^{n+{\frac {1}{2}}}e^{-n}}
on C és una constant real (diferent de zero).
De Moivre va donar una expressió per a la constant en termes del seu logaritme natural. La contribució de Stirling consisteix en mostrar que la constant és {\displaystyle {\sqrt {2\pi n}}} i proporcionar un desenvolupament limitat de {\displaystyle \ln n!}.

## Demostració
La determinació de la constant no és immediata, però és fàcil de mostrar el resultat de De Moivre. La demostració clàssica de la fórmula asimptòtica es dona en l'article sobre les integrals de Wallis.
- Posant{\displaystyle u_{n}={\frac {n^{n+{\frac {1}{2}}}\,\mathrm {e} ^{-n}}{n\,!}},}

és suficient per mostrar que la seqüència de (un) convergeix, i que el seu límit no és zero. O (un), estant en termes estrictament positius per n ≥ 1, es pot definir:
de manera que en utilitzar el desenvolupament limitat de ln (1 + x) en 0 a l'ordre 3, s'obté:{\displaystyle v_{n}=\left(n+{\frac {1}{2}}\right)\left[{\frac {1}{n}}-{\frac {1}{2n^{2}}}+{\frac {1}{3n^{3}}}+o\left({\frac {1}{n^{3}}}\right)\right]-1=1-{\frac {1}{2n}}+{\frac {1}{3n^{2}}}+o\left({\frac {1}{n^{2}}}\right)+{\frac {1}{2n}}-{\frac {1}{4n^{2}}}+o\left({\frac {1}{n^{2}}}\right)-1={\frac {1}{12n^{2}}}+o\left({\frac {1}{n^{2}}}\right).}on es dedueix que la sèrie ∑vn convergeix, per tant, escrivint vn en forma de sèrie telescòpica: vn = ln(un + 1) – ln(un), ens trobem que el següent ln(un) convergeix a un límit que observem L, de manera que el resultat (un) també, i cap al límit diferent de zero, exp(L), que volíem demostrar.
- Per introduir el factor de Moivre, una altra manera de presentar és la següent: la fórmula d'Euler-Maclaurin aplicada a la funció ln entre 1 i n{\displaystyle \ln(n!)=\sum _{k=1}^{n}\ln k=\int _{1}^{n}\ln(x)\mathrm {d} x+{\frac {1}{2}}(\ln 1+\ln n)+O(1)=n\ln(n)-n+{\frac {1}{2}}\ln(n)+O(1).}on llavors prenem l'exponencial i això dona la idea del càlcul anterior.
- Fins i tot es pot introduir el factor {\displaystyle {\sqrt {2\pi }}} pel mètode del descens ràpid. Aquest mètode és bastant potent i aplicant-la s'entén l'aparició de {\displaystyle {\sqrt {2\pi }}} i es pot trobar immediatament el resultat de Stirling.

## Expansió asimptòtica
Assumint el coeficient {\displaystyle C={\sqrt {2\pi }}} ja conegut, la fórmula d'Euler-Maclaurin dona l'expansió asimptòtica de ln (n!) prop d'infinit per l'ordre K ≥ 1 :
on Bi són els nombres de Bernoulli. Recordeu que la suma anterior no tendeixen a un límit finit quan K tendeix a infinit.
Sabent que, a banda de B1 (que no està involucrat en la fórmula), tots els nombres de Bernoulli de rang imparell són iguals a zero, podem reescriure l'expansió (en ordre 2K):
Es defineix la funció μ de Binet per fer tendir formalment K fins a l'infinit:
i això dona
Mitjançant el càlcul dels primers termes de eμ(n) través de la fórmula exponencial (que involucra als polinomis de Bell), tenim el desenvolupament asimptòtic de n! a prop de l'infinit:
És també l'expansió asimptòtica de la funció gamma.

## Versió contínua
La fórmula anterior és una conseqüència, per al cas particular d'un argument sencer, la fórmula asimptòtica de Stirling per a la funció Γ d'Euler :

## Derivació
La fórmula, juntament amb les estimacions precises del seu error, es pot derivar de la següent manera. En lloc d'aproximar a n!, es té en compte el seu logaritme natural, que és una funció que varia lentament:
{\displaystyle \ln n!=\ln 1+\ln 2+\cdots +\ln n.}
El costat dret d'aquesta equació menys
{\displaystyle {\tfrac {1}{2}}(\ln 1+\ln n)={\tfrac {1}{2}}\ln n,}
és l'aproximació pel mètode trapezial de la integral
{\displaystyle \ln n!-{\tfrac {1}{2}}\ln n\approx \int _{1}^{n}\ln x\,{\rm {d}}x=n\ln n-n+1,}
i l'error en aquesta aproximació està donada per la fórmula d'Euler-Maclaurin:
{\displaystyle {\begin{aligned}\ln n!-{\tfrac {1}{2}}\ln n&={\tfrac {1}{2}}\ln 1+\ln 2+\ln 3+\cdots +\ln(n-1)+{\tfrac {1}{2}}\ln n\\&=n\ln n-n+1+\sum _{k=2}^{m}{\frac {(-1)^{k}B_{k}}{k(k-1)}}\left({\frac {1}{n^{k-1}}}-1\right)+R_{m,n},\end{aligned}}}
on Bk és un nombre de Bernoulli i Rm,n és el terme del residu en la fórmula d'Euler-Maclaurin. S'utilitzen límits per trobar que
{\displaystyle \lim _{n\to \infty }\left(\ln n!-n\ln n+n-{\tfrac {1}{2}}\ln n\right)=1-\sum _{k=2}^{m}{\frac {(-1)^{k}B_{k}}{k(k-1)}}+\lim _{n\to \infty }R_{m,n}.}
Denotar aquest límit com y. A causa que el residu Rm,n en la fórmula Euler-Maclaurin satisfà
{\displaystyle R_{m,n}=\lim _{n\to \infty }R_{m,n}+O\left({\frac {1}{n^{m}}}\right),}
on utilitzem la notació O Gran, combinant les equacions anteriors s'obté la fórmula d'aproximació en la seva forma logarítmica:
{\displaystyle \ln n!=n\ln \left({\frac {n}{e}}\right)+{\tfrac {1}{2}}\ln n+y+\sum _{k=2}^{m}{\frac {(-1)^{k}B_{k}}{k(k-1)n^{k-1}}}+O\left({\frac {1}{n^{m}}}\right).}
Prenent l'exponencial de tots dos costats, i triant qualsevol nombre enter positiu m, obtenim una fórmula que involucra una quantitat desconeguda ey. Per a m=1, la fórmula és
{\displaystyle n!=e^{y}{\sqrt {n}}\left({\frac {n}{e}}\right)^{n}\left(1+O\left({\frac {1}{n}}\right)\right).}
La quantitat ey es pot trobar prenent el límit en ambdós costats quan n tendeix a infinit i usant el producte de Wallis, el que demostra que ey = {\displaystyle {\sqrt {2\pi }}}. Per tant, obtenim la fórmula de Stirling:
{\displaystyle n!={\sqrt {2\pi n}}\left({\frac {n}{e}}\right)^{n}\left(1+O\left({\frac {1}{n}}\right)\right).}
La fórmula també pot obtenir-se per repetides integracions per parts, i el terme principal es pot trobar a través del mètode de Laplace.
La fórmula de Stirling, sense el factor {\displaystyle {\sqrt {2\pi n}}}, que sovint és irrellevant en les aplicacions, es pot obtenir de forma ràpida mitjançant l'aproximació de la suma
{\displaystyle \ln n!=\sum _{j=1}^{n}\ln j}
amb una integral:
{\displaystyle \sum _{j=1}^{n}\ln j\approx \int _{1}^{n}\ln x\,{\rm {d}}x=n\ln n-n+1.}

## Una derivació alternativa
Una fórmula alternativa per n! usant la funció gamma es
{\displaystyle n!=\int _{0}^{\infty }x^{n}e^{-x}\,{\rm {d}}x.}
(apareix per repetides integracions per parts). Reescrivint i canviant les variables x = ny s'obté
{\displaystyle n!=\int _{0}^{\infty }e^{n\ln x-x}\,{\rm {d}}x=e^{n\ln n}n\int _{0}^{\infty }e^{n(\ln y-y)}\,{\rm {d}}y.}
Aplicant el mètode de Laplace tenim:
{\displaystyle \int _{0}^{\infty }e^{n(\ln y-y)}\,{\rm {d}}y\sim {\sqrt {\frac {2\pi }{n}}}e^{-n}}
que recupera la fórmula de la Stirling,
{\displaystyle n!\sim e^{n\ln n}n{\sqrt {\frac {2\pi }{n}}}e^{-n}={\sqrt {2\pi n}}\left({\frac {n}{e}}\right)^{n}.}
Fent correccions addicionals també es poden obtenir utilitzant el mètode de Laplace. Per exemple, la comparació d'expansió de segon ordre usant el mètode de Laplace
{\displaystyle \int _{0}^{\infty }e^{n(\ln y-y)}\,{\rm {d}}y\sim {\sqrt {\frac {2\pi }{n}}}e^{-n}\left(1+{\frac {1}{12n}}\right)}
i dona la fórmula de Stirling de dos ordres,
{\displaystyle n!\sim e^{n\ln n}n{\sqrt {\frac {2\pi }{n}}}e^{-n}\left(1+{\frac {1}{12n}}\right)={\sqrt {2\pi n}}\left({\frac {n}{e}}\right)^{n}\left(1+{\frac {1}{12n}}\right).}

## Velocitat de convergència i estimacions d'error

(gràfic 1)
Error relatiu en una sèrie de Striling truncada respecte n, per 0 a 5 termes. Les torçades en les corbes representen els punts on la sèrie truncada coincideix amb Γ(n + 1)

La fórmula de Stirling és de fet la primera aproximació a la següent sèrie (que s'anomena sèrie de Stirling):
{\displaystyle n!\sim {\sqrt {2\pi n}}\left({\frac {n}{e}}\right)^{n}\left(1+{\frac {1}{12n}}+{\frac {1}{288n^{2}}}-{\frac {139}{51840n^{3}}}-{\frac {571}{2488320n^{4}}}+\cdots \right).}
Una fórmula explícita per als coeficients d'aquesta sèrie va ser donada per G. Nemes. El primer gràfic en aquesta secció (gràfic 1) es mostra l'error relatiu respecte n, per 1 a 5 termes esmentats anteriorment.

(gràfic 2)
Error relatiu en una sèrie de Stirling truncada respecte el nombre de termes utilitzats

Com n → ∞, l'error en la sèrie truncada és asimptòticament igual al primer terme omès. Aquest és un exemple d'una expansió asimptòtica. No és una sèrie convergent; per a qualsevol valor particular de n només hi ha molts termes de la sèrie que milloren la precisió, després de la qual cosa la exactitud en realitat empitjora. Això es mostra en el gràfic que mostra l'error relatiu (gràfic 2), enfront del nombre de termes de la sèrie, per a un nombre més gran de termes. De manera més precisa, sigui S(n, t) la sèrie de Stirling en t avaluats en n termes.
Els gràfics mostren 
{\displaystyle \left|\ln \left({\frac {S(n,t)}{n!}}\right)\right|,}
que, en ser petita, és essencialment l'error relatiu.
Escrivint sèrie de Stirling en la forma
{\displaystyle \ln n!\sim n\ln n-n+{\tfrac {1}{2}}\ln(2\pi n)+{\frac {1}{12n}}-{\frac {1}{360n^{3}}}+{\frac {1}{1260n^{5}}}-{\frac {1}{1680n^{7}}}+\cdots ,}
se sap que l'error en el truncament de la sèrie és sempre del mateix signe i com a màxim la mateixa magnitud que el primer terme omès.
Límits més precisos, a causa de Robbins, vàlid per a tots els enters positius n són
{\displaystyle {\sqrt {2\pi }}\ n^{n+{\frac {1}{2}}}e^{-n}e^{\frac {1}{12n+1}}<n!<{\sqrt {2\pi }}\ n^{n+{\frac {1}{2}}}e^{-n}e^{\frac {1}{12n}}}.

## La fórmula de Stirling per a la funció gamma
Per a tots els enters positius,
{\displaystyle n!=\Gamma (n+1),}
on Γ denota la funció gamma.
No obstant això, la funció gamma, a diferència del factorial, es defineix de manera més àmplia per a tots els nombres complexos diferents dels nombres enters no positius; però, la fórmula de Stirling encara es pot aplicar. Si Re (z)> 0 llavors
{\displaystyle \ln \Gamma (z)=z\ln z-z+{\tfrac {1}{2}}\ln {\frac {2\pi }{z}}+\int _{0}^{\infty }{\frac {2\arctan({\frac {t}{z}})}{e^{2\pi t}-1}}\,{\rm {d}}t.}
repetint la integració per parts dona
{\displaystyle \ln \Gamma (z)\sim z\ln z-z+{\tfrac {1}{2}}\ln {\frac {2\pi }{z}}+\sum _{n=1}^{\infty }{\frac {B_{2n}}{2n(2n-1)z^{2n-1}}}}
que Bn és l'enèsim nombre de Bernoulli (s'ha de tenir en compte que la suma infinita no és convergent, pel que aquesta fórmula és simplement una expansió asimptòtica). La fórmula és vàlida per z prou gran en valor absolut quan | arg(z) | < π − ε, on ε és positiu, amb un terme d'error de O(z−2m − 1) quan s'utilitzen els primers m termes. L'aproximació corresponent es pot escriure:
{\displaystyle \Gamma (z)={\sqrt {\frac {2\pi }{z}}}\,{\left({\frac {z}{e}}\right)}^{z}\left(1+O\left({\frac {1}{z}}\right)\right).}
Una altra aplicació d'aquesta expansió asimptòtica és per l'argument complex z amb Re(z) constant. Vegeu, per exemple, la fórmula de Stirling aplicada a Im(z) = t de la funció zeta de Riemann-Siegel en la línia recta 14 + it

## Límits d'error
Per a qualsevol enter positiu N, introduïm la següent notació:
{\displaystyle \ln \Gamma (z)=z\ln z-z+{\tfrac {1}{2}}\ln {\frac {2\pi }{z}}+\sum \limits _{n=1}^{N-1}{\frac {B_{2n}}{2n\left({2n-1}\right)z^{2n-1}}}+R_{N}(z)}
i
{\displaystyle \Gamma (z)={\sqrt {\frac {2\pi }{z}}}\left({\frac {z}{e}}\right)^{z}\left({\sum \limits _{n=0}^{N-1}{\frac {a_{n}}{z^{n}}}+{\widetilde {R}}_{N}(z)}\right).}
Llavors
{\displaystyle |R_{N}(z)|\leq {\frac {|B_{2N}|}{2N(2N-1)|z|^{2N-1}}}{\begin{cases}1&{\text{ si }}|\arg z|\leq {\frac {\pi }{4}},\\|\csc(\arg z)|&{\text{ si }}{\frac {\pi }{4}}<|\arg z|<{\frac {\pi }{2}},\\\sec ^{2N}\left({\frac {\arg z}{2}}\right)&{\text{ si }}|\arg z|<\pi ,\end{cases}}}
i
{\displaystyle |{\widetilde {R}}_{N}(z)|\leq \left({\frac {|a_{N}|}{|z|^{N}}}+{\frac {|a_{N+1}|}{|z|^{N+1}}}\right){\begin{cases}1&{\text{ si }}|\arg z|\leq {\frac {\pi }{4}},\\|\csc(\arg z)|&{\text{ si }}{\frac {\pi }{4}}<|\arg z|<{\frac {\pi }{2}}.\end{cases}}}
Per a més informació i altres límits d'error, vegeu els documents citats.

## Una versió convergent de la fórmula de Stirling
Thomas Bayes va mostrar, en una carta a John Canton publicada per la Royal Society en 1763, que la fórmula de Stirling no donava una sèrie convergent. L'obtenció d'una versió convergent de la fórmula de Stirling implica l'avaluació de la fórmula de Raabe:
{\displaystyle \int _{0}^{\infty }{\frac {2\arctan({\frac {t}{x}})}{e^{2\pi t}-1}}\,{\rm {d}}t=\ln \Gamma (x)-x\ln x+x-{\tfrac {1}{2}}\ln {\frac {2\pi }{x}}.}
Una manera de fer-ho és per mitjà d'una sèrie convergent d'exponencials creixents invertits. Si
{\displaystyle z^{\bar {n}}=z(z+1)\cdots (z+n-1)}
llavors
{\displaystyle \int _{0}^{\infty }{\frac {2\arctan({\frac {t}{x}})}{e^{2\pi t}-1}}\,{\rm {d}}t=\sum _{n=1}^{\infty }{\frac {c_{n}}{(x+1)^{\bar {n}}}}}
on
{\displaystyle c_{n}={\frac {1}{n}}\int _{0}^{1}x^{\bar {n}}\left(x-{\tfrac {1}{2}}\right)\,{\rm {d}}x={\frac {1}{2n}}\sum _{k=1}^{n}{\frac {k|s(n,k)|}{(k+1)(k+2)}}}
on s(n, k) denota els nombres de Stirling de primera classe. A partir d'aquest s'obté una versió de la sèrie de Stirling
{\displaystyle {\begin{aligned}\ln \Gamma (x)=x\ln x-x+{\tfrac {1}{2}}\ln {\frac {2\pi }{x}}+{\frac {1}{12(x+1)}}+{\frac {1}{12(x+1)(x+2)}}+\\+{\frac {59}{360(x+1)(x+2)(x+3)}}+{\frac {29}{60(x+1)(x+2)(x+3)(x+4)}}+\cdots \end{aligned}}}
que convergeix quan Re(x) > 0.

## Càlculs numèrics

### Precisió de la fórmula de Stirling
Per jutjar la seva precisió, podem fer els primers valors de la taula de n :
| n  | n !                                                             | {\displaystyle {\sqrt {2\pi n}}\,\left({n \over {\rm {e}}}\right)^{n}} | {\displaystyle {\sqrt {2\pi n}}\,\left({n \over {\rm {e}}}\right)^{n}\left(1+{\frac {1}{12\ n}}\right)} |
| -- | --------------------------------------------------------------- | ---------------------------------------------------------------------- | --- |
| 1  | 1                                                               | 0,92                                                                   | 0,999                                                                                                   |
| 2  | 2                                                               | 1,92                                                                   | 1,999                                                                                                   |
| 3  | 6                                                               | 5,84                                                                   | 5,998                                                                                                   |
| 4  | 24                                                              | 23,51                                                                  | 23,996                                                                                                  |
| 5  | 120                                                             | 118,02                                                                 | 119,99                                                                                                  |
| 6  | 720                                                             | 710,08                                                                 | 719,94                                                                                                  |
| 7  | 5 040                                                           | 4 980,4                                                                | 5 039,7                                                                                                 |
| 8  | 40 320                                                          | 39 902,4                                                               | 40 318,1                                                                                                |
| 9  | 362 880                                                         | 359 536,9                                                              | 362 866,0                                                                                               |
| 10 | 3 628 800                                                       | 3 598 696                                                              | 3 628 685                                                                                               |
| 15 | 1 307 674 368 000                                               | 1,300 431 × 1012                                                       | 1,307 665 × 1012                                                                                        |
| 20 | 2 432 902 008 176 640 000                                       | 2,422 787 × 1018                                                       | 2,432 882 × 1018                                                                                        |
| 25 | 15 511 210 043 330 985 984 000 000                              | 1,545 959 × 1025                                                       | 1,551 113 × 1025                                                                                        |
| 30 | 265 252 859 812 191 058 636 308 480 000 000                     | 2,645 171 × 10³²                                                       | 2,652 519 × 10³²                                                                                        |
| 40 | 815 915 283 247 897 734 345 611 269 596 115 894 272 000 000 000 | 8,142 173 × 1047                                                       | 8,159 136 × 1047                                                                                        |

En {\displaystyle {\sqrt {n}}}, si reemplacem n per n + 1⁄6, els càlculs es milloren de manera significativa per a valors petits de n (aproximació de Gosper); també es pot triar un marc; finalment, es pot prendre la (successió A055775 a l'OEIS).

### Aproximació logarítmica

Comparació de les aproximacions logarítmiques de la fórmula de Stirling

Com a part de la termodinàmica estadística (distribució de Boltzmann), és convenient considerar el logaritme natural d'un factor en fer l'aproximació de Stirling.
L'aproximació consisteix en assimilar la suma a una integral quan n és prou gran.
Finalment obtenim la següent aproximació:
per la qual, l'error relatiu és menor de l' 1% quan n> 100. Aquesta aproximació es considera vàlida (l'error és insignificant) com a part de la distribució de Boltzmann donats els grans valors de n utilitzats (que representen configuracions microscòpiques un estat macroscòpic).
Una aproximació més exacta de ln (n!) va ser donada per Srinivasa Ramanujan.

### Versions per a calculadores
L'aproximació:
{\displaystyle \Gamma (z)\approx {\sqrt {\frac {2\pi }{z}}}\left({\frac {z}{e}}{\sqrt {z\sinh {\frac {1}{z}}+{\frac {1}{810z^{6}}}}}\right)^{z},}
o de manera equivalent,
{\displaystyle 2\ln \Gamma (z)\approx \ln(2\pi )-\ln z+z\left(2\ln z+\ln \left(z\sinh {\frac {1}{z}}+{\frac {1}{810z^{6}}}\right)-2\right),}
es pot obtenir per la reordenació de la fórmula desenvolupada de Stirling i s'observa una coincidència entre la sèrie de potències resultant i el desenvolupament en sèrie de Taylor de la funció sinus hiperbòlic. Aquesta aproximació és bona per a més de 8 dígits decimals per z amb una part real més gran que 8. Robert H. Windschitl la va suggerir en 2002 per al càlcul de la funció gamma amb força exactitud en les calculadores amb programa limitat o registre de memòria.
Gergo Nemes va proposar en 2007 una aproximació que dona el mateix nombre de dígits exactes com l'aproximació de Windschitl, però és molt més simple:
{\displaystyle \Gamma (z)\approx {\sqrt {\frac {2\pi }{z}}}\left({\frac {1}{e}}\left(z+{\frac {1}{12z-{\frac {1}{10z}}}}\right)\right)^{z},}
o de manera equivalent,
{\displaystyle \ln \Gamma (z)\approx {\tfrac {1}{2}}\left[\ln(2\pi )-\ln z\right]+z\left[\ln \left(z+{\frac {1}{12z-{\frac {1}{10z}}}}\right)-1\right].}